# Canthon pilularius
Canthon pilularius là một loài bọ cánh cứng trong họ Bọ hung (Scarabaeidae).